# Ken Mora
Kenneth Oscar "Ken" Mora (17 de diciembre de 1960 (64 años) es un guionista, escritor, director, productor, editor, y doblador de voz estadounidense. Conocido por ser el creador de los cortos animados Magnum Farce: A Shot in the Park (2009) y Magnum Farce: Along Came a Sniper (2011). Actualmente se encuentra dirigiendo la película Magnum Farce bajo la tutela de su compañía de producción Bella Fe Films, en cooperación con Light Row Pictures con fecha prevista para el 2013. Mora es además el productor ejecutivo de Adventures in Plymptoons, el documental biográfico oficial del animador Bill Plympton.

## Infancia
Mora nació en Hollywood, siendo el más joven de dos hermanos. Su padre, Oscar Mora, es nativo de Costa Rica. Su madre, Betty Paulina Wood y Meza, también era nativa de Costa Rica, y emigró a los Estados Unidos en 1957. Sus padres se conocieron en Los Ángeles. La pareja se casó en abril de 1959 y se divorciaron en septiembre de 1961.
Un ávido fan de cómics desde niño, cuando su padre le compró Cómo dibujar comics al estilo Marvel, Mora empezó su relación con el arte y la narración.

## Educación y carrera
Después de graduarse en North High School (Torrance) en 1979, Mora estudió en El Camino College, realizó una variedad de trabajos, a menudo dos trabajos a la vez, y más tarde continuó sus estudios en DeVry University, Santa Monica College, y varias instituciones privadas de enseñanza no acreditadas.
En 1984, con la aparición del ordenador personal Apple Macintosh, Mora dio el salto a la computación y habilidades artísticas. Después de ser despedido por Hughes Spacecraft, en El Segundo, CA, empieza a trabajar de freelance con su diseñador gráfico con MacTemps (ahora Aquent) y fue finalmente contratado para el puesto de Director Artístico en The Verity Group, una firma de consultoría gerencial en Sherman Oaks, Los Ángeles.
En 1995 Mora vuelve a Santa Monica College para licenciarse en Arte e Historia del Arte, y bajo el consejo del Artista/Profesor Ronn Davis, se muda a University of Southern California (USC Roski Escuela de Bellas Artes) en 1997. En el USC se licencia en Bellas Artes, graduándose con distinción en la generación del 99, donde compartió honores en la ceremonia de graduación, durante el mandato del aquel entonces decano Ruth Weisburg.

## Carrera en la industria del entretenimiento
En 2003, el primer guion de Mora A Light Before The Darkness, basado en el volátil Baroque-era artista Caravaggio ganó varios premios como guionista, y obtuvo representación a través de la agencia de talentos literarios Jack Scagnetti, y una opción de Buzzmedia Network para el siguiente film dirigido por Heinrich Dams.
Para cuando se le concedieron los derechos de A Light Before The Darkness, él ya había completado su segundo y tercer guion, Magnum Farce, y Ms. Valkyrie. Tras varios problemas con la producción de Magnum Farce, él estableció su propia compañía de producción unipersonal Bella Fe Films en 2008, para producir la adaptación del corto Magnum Farce: A Shot in the Park, que obtuvo los mejores elogios en festivales de cine.
En 2010, Mora, que siempre fue un fan de Bill Plympton que ha sido citado a menudo como "El Rey" o "Decano" de la Animación Indie" se convirtió en productor ejecutivo del documental sobre Plympton, Adventures In Plymptoons, dirigido por Alexia Anastasio.
En 2013, Mora estableció la empresa Screenplay Theater. La empresa produce "Audiomovies" que narran guiones premiados o con derechos, y que no han sido producidos como películas. Como la mayoría de los Audiolibros, estos "Audiomovies" emplean actores profesionales SAG-AFTRA, pero además presentan efectos Foley y música cinematográfica.

## Guionista
- Magnum Farce (IMDb) (2013 – en producción)
- Magnum Farce: Along Came a Sniper (IMDb) (2011)
- Magnum Farce: A Shot in the Park (IMDb) (2009)
- The Cook and the Thief (IMDb) (en desarrollo)
- A Light Before The Darkness (derechos legales, no producido)

## Director
- Magnum Farce: Along Came a Sniper (2011)
- Magnum Farce: A Shot in the Park (2009)

## Productor
- Magnum Farce (IMDb) (2013 – en producción)
- Magnum Farce: Along Came a Sniper (2011, corto)
- Adventures in Plymptoons! (2011, documental)
- Magnum Farce: A Shot in the Park (2009, corto)

## Actor
- Magnum Farce: A Shot in the Park (2009, corto)

## Asesor / personal / otros
- Wong Flew Over the Cukoo's Nest  Production Assistant (2010, drama)
- Townies Script Consultant (2009, corto)
- A Mass of Wine Special Thanks (2010, corto, documental)
- The Other Side of Paradise Very Special Thanks (2009, feature film)
- board member, Burbank International Film Festival, 2011, 2012

## Entrevistas y artículos
| Program                                 | Episode Title | Date       | Notes          |
| --------------------------------------- | --- | ---------- | -------------- |
| Rex Sikes' Movie Beat                   | Ken Mora, Producer, Filmmaker, Animator                                                                            | 2012-04-11 | Podcast        |
| ActorsE Chat Show                       | September 29th 2011 – ActorsE Chat with Actor/Stuntman Zak Lee Guarnaccia, Writer Ken Mora and Host Mary Jo Gruber | 2011-09-29 | Independent TV |
| ActorsE Chat Show                       | February 24th 2011 – ActorsE Chat with Writer/Producer Ken Mora, Host Brett Walkow                                 | 2011-09-29 | Independent TV |
| Man Vs. Art                             | Man vs. Art Episode 39! Writer, Artist, and Independent Animation Filmmaker Ken Mora                               | 2010-12-19 | Podcast        |
| Animation Reporter                      | (feature) "A First Shot In The Dark"                                                                               | 2011-01-09 | Print Magazine |
| Action on Film Festival YouTube Channel | AOF Award Winning Filmmaker Ken Mora of Magnum Farce Fame                                                          | 2009-12-09 | Web Video      |
| GoMotion Magazine                       | Magnum Farce: a shot in the park – breaking the animation mold                                                     | 2009-03-01 | Print Magazine |